# Комёдиенхаус
Комёдиенхаус (нем. Das Komödienhaus, Comoedienhaus — Дом комедии) — деревянное здание театра в Выборге, существовавшее в конце XVIII — первой половине XIX века.

## История
К концу XVIII века Финляндия была разделена между Швецией и Российской империей. Если в шведской Финляндии руководящие посты занимали шведоязычные дворяне и купцы, то в российской (Старой) Финляндии — Выборгском наместничестве, позднее Финляндской губернии — как и в Остзейских губерниях, огромное влияние имели немцы, и немецкий язык являлся языком официального делопроизводства. В связи с этим в Выборге гастролировали немецкоязычные труппы. В выборгских судебных материалах к 1751 году относятся упоминания о здании театра, однако, по мнению исследователей, это не означает, что имеется в виду здание, специально построенное для театральных нужд. Строительство в Выборге во второй половине XVIII века первого в Финляндии деревянного театрального здания — Комёдиенхауса — связывают с именем губернатора Н.Н. Энгельгардта. Здание, располагавшееся на территории выборгской крепости Кроне-Санкт-Анна, служило в том числе целям отдыха, развлечения и сплочения офицерского коллектива. В конце XVIII века в Выборге ставились пьесы на немецком и русском языках, посещавшиеся горожанами и гарнизонными офицерами. Профессионального театрального коллектива в городе не было. Помимо выступлений заезжих трупп, в здании устраивались танцы и маскарады, поэтому иногда здание также упоминалось под названием Masqueradenhus. Зрительские скамейки убирались на время проведения балов и светских вечеров.
В 1809 году Шведская Финляндия, получившая статус Великого княжества, вошла в состав Российской империи. По указу императора Александра I в 1812 году Финляндская губерния, снова переименованная в Выборгскую, была присоединена к Великому княжеству Финляндскому. Поэтому языком официального делопроизводства в губернии стал шведский, роль шведоязычных городских слоёв снова возросла, и наряду с немецкоязычными театральными труппами Выборг стали регулярно посещать также шведоязычные труппы.
Деревянный Дом комедии, просуществовав несколько десятилетий, был уничтожен пожаром, но 1832 году в центре Выборга был построен каменный театр, составивший единый комплекс с «домом собраний». А местом проведения культурных мероприятий офицерского корпуса позднее стало здание офицерского собрания.